# متودیفو، استان دوبریچ
متودیفو (به بلغاری: Metodievo) روستایی در بلغارستان است که در شهرستان دوبریچکا واقع شده‌است.